# Belaz
Belaz, (ryska: Белорусский автомобильный завод eller БелАЗ, belarusiska: Беларускі аўтамабільны завод) egentligen Belaruski autamabilny zavod (engelska: Belarusian Automobile Plant), är en belarusisk tillverkare av anläggningsmaskiner, dumprar och godsvagnar. Sedan starten 1948 har Belaz tillverkat mer än 120 000 fordon för Sovjetunionen.